# Lijst van voetbalinterlands Armenië - Cyprus (vrouwen)
Deze lijst van voetbalinterlands is een overzicht van alle officiële voetbalwedstrijden tussen de nationale vrouwenteams van Armenië en Cyprus. De landen hebben tot nu toe twee keer tegen elkaar gespeeld.

## Wedstrijden
| № | Plaats  | Datum        | Competitie        | Wedstrijd        | Uitslag |
| - | ------- | ------------ | ----------------- | ---------------- | ------- |
| 1 | Jerevan | 6 april 2023 | Vriendschappelijk | Armenië − Cyprus | 0 − 6   |
| 2 | Jerevan | 9 april 2023 | Vriendschappelijk | Armenië − Cyprus | 1 − 2   |

## Samenvatting
| Competitie        | Totaal gespeeld | Winst Armenië | Gelijk | Winst Cyprus | Doelsaldo Armenië – Cyprus |
| ----------------- | --------------- | ------------- | ------ | ------------ | -------------------------- |
| Vriendschappelijk | 2               | 0             | 0      | 2            | 1 − 8                      |
| Totaal            | 2               | 0             | 0      | 2            | 1 − 8                      |